# ناتالیا اوبمشوا
ناتالیا اولگونا اوبمُشوا (به انگلیسی: Nataliya Olegovna Obmochaeva) معروف به گونچاروا (متولد ۱ ژوئن ۱۹۸۹ در اسکوله) والیبالیست عضو تیم ملی والیبال زنان روسیه است.